# 디에고 고딘
디에고 로베르토 고딘 리알(스페인어: Diego Roberto Godín Leal, 1986년 2월 16일 ~ )은 우루과이의 은퇴한 축구 선수로 포지션은 중앙 수비수였다. 2010년대 세계 최고의 수비수 중 한 명으로 평가받는다.
CA 체로에서 커리어를 시작한 그는 이후 자국의 명문 나시오날로 이적했다. 현역 대부분을 스페인 라리가에서 보냈는데, 비야레알과 아틀레티코의 일원으로 활약하였으며, 후자에서는 8개의 주요 타이틀을 획득하였다. 이후 이탈리아 세리에의 인테르나치오날레, 칼리아리에서도 활약하였다.
그는 2005년부터 우루과이 국가대표로 활약하며 4번의 월드컵과 6번의 코파 아메리카 대회에 참가하였고, 2010년 월드컵 4강과 2011년 코파 아메리카 우승을 경험하였다.

## 클럽 경력

### 초기 경력 / 비야레알
로사리오 출신으로, 고딘은 17세에 CA 세로에서 프로 무대에 첫 발을 드리웠다. 우수한 활약 이후, 그는 1부 리그의 강호 클룹 나시오날 데 푸트볼로 이적하였고, 그는 성숙함과 프로 의식으로 짧은 시간내에 주장이 되었다.
2007년 8월, 고딘은 라 리가의 비야레알과 5년 계약을 체결하였고, 10월 7일, 2-3으로 패한 오사수나 원정 경기에서 겨우 두 번째 출전만에 첫 골을 뽑았고, 클럽이 역대 최고 성적 (2위) 을 기록한 이 시즌에 24경기를 출전하였다. 그는 이어지는 몇 시즌간 그의 주전 입지를 굳혔고, 주로 4백의 중심에서 아르헨티나인 곤살로 로드리게스와 한 쌍을 이루었다.

### 아틀레티코 마드리드
2010년 8월 4일, 36경기 출전, 3골로 그의 최고 시즌을 보낸 고딘은 같은 1부 리그 소속의 아틀레티코 마드리드와 상호 합의 하에 €8M (£6.6M)의 비용에 5년 계약을 체결하고 이적하였다. 그는 8월 27일, 인테르나치오날레와의 이 시즌 UEFA 슈퍼컵 경기에서 매트릭스 제작자들 (Colchoneros)의 일원으로 데뷔하여 풀 타임을 소화하였고, 2-0 승리에 일조하였다.
2013년 11월 1일, 고딘은 아틀레티코와의 연장 계약으로 2018년까지 클럽에 남게 되었다. 그는 "클럽과 더 오래 남게 되어서 기쁩니다. 이 곳의 저의 집입니다." 라고 말하였다.
2014년 5월 17일 팀의 리그 우승이 결정되는 캄프 누의 FC 바르셀로나와의 38라운드 마지막 경기에서 귀중한 동점골을 넣고 단단한 수비를 보여주면서 팀은 무승부를 기록, 18년 만의 우승컵을 들게 하였다.

### 인테르나치오날레
2019년 7월 1일 인터 밀란은 자유 계약으로 고딘을 영입하였음을 발표하였다.

### 칼리아리
2020년 9월 24일 칼리아리 칼초와 3년 계약을 맺고 입단하였다.

### 아틀레치쿠 미네이루
2022년 1월, 브라질의 아틀레치쿠 미네이루와 1년 계약을 맺었다.

### 벨레스 사르스필드
2022년 6월, 아르헨티나의 벨레스와 1년 반 계약을 맺었다. 2023년 7월 30일 현역 은퇴를 선언했다.

## 국가대표팀 경력
불과 19세의 나이에, 그는 과달라하라에서 열린 멕시코와의 친선경기에서 우루과이 국가대표로 데뷔하였다. 그는 2007년 코파 아메리카에 국가대표로 출전하였다.
고딘은 남아프리카 공화국에서 열린 2010년 FIFA 월드컵 스쿼드에 발탁되었고, 케이프타운에서 열린 프랑스와의 1차전 (0-0)에서 선발로 출전하였으며, 4위를 기록한 이 대회에서 4경기를 더 출전하였다.

### 국가대표팀 득점 기록
| #  | 날짜       | 경기장                                           | 상대                | 점수 | 결과 | 대회                      |
| -- | ---------- | ------------------------------------------------ | ------------------- | ---- | ---- | ------------------------- |
| 1. | 2006-05-27 | 스타디온 츠르베나 즈베즈다, 베오그라드, 세르비아 | 세르비아 몬테네그로 | 1–1  | 1–1  | 친선경기                  |
| 2. | 2006-08-16 | 알렉산드리아 경기장, 알렉산드리아, 이집트        | 이집트              | 0–1  | 0–2  | 친선경기                  |
| 3. | 2006-10-18 | 에스타디오 센테나리오, 몬테비데오, 우루과이      | 베네수엘라          | 1–0  | 4–0  | 친선경기                  |
| 4. | 2014-06-24 | 아레나 다스 두나스, 나타우, 브라질               | 이탈리아            | 1-0  | 1-0  | 2014 FIFA 월드컵 조별리그 |
| 5. | 2015-10-08 | 에스타디오 에르난데스 실레스, 라파스, 볼리비아   | 볼리비아            | 1-0  | 2-0  | 2018 FIFA 월드컵 예선     |
| 6. | 2015-10-13 | 에스타디오 센테나리오, 몬테비데오, 우루과이      | 콜롬비아            | 1-0  | 3-0  | 2018 FIFA 월드컵 예선     |
| 7. | 2015-11-17 | 에스타디오 센테나리오, 몬테비데오, 우루과이      | 칠레                | 1-0  | 3-0  | 2018 FIFA 월드컵 예선     |
| 8. | 2016-06-05 | 피닉스 스타디움, 글렌데일, 미국                  | 멕시코              | 1-1  | 1-3  | 2016 코파 아메리카        |

## 출전 통계
| 클럽                | 시즌    | 리그 | 리그 | 컵   | 컵   | 대륙 | 대륙 | 기타 | 기타 | 합계 | 합계 |
| 클럽                | 시즌    | 출전 | 득점 | 출전 | 득점 | 출전 | 득점 | 출전 | 득점 | 출전 | 득점 |
| ------------------- | ------- | ---- | ---- | ---- | ---- | ---- | ---- | ---- | ---- | ---- | ---- |
| 체로                | 2003    | 2    | 0    |      |      |      |      |      |      | 2    | 0    |
| 체로                | 2004    | 14   | 0    | 1    | 0    |      |      |      |      | 15   | 0    |
| 체로                | 2005    | 17   | 1    |      |      |      |      |      |      | 17   | 1    |
| 체로                | 2005-06 | 30   | 5    |      |      |      |      |      |      | 30   | 5    |
| 클루브 나시오날     | 2006-07 | 26   | 0    | 4    | 0    | 16   | 2    |      |      | 46   | 2    |
| 비야레알            | 2007-08 | 24   | 1    | 3    | 0    | 7    | 0    |      |      | 34   | 1    |
| 비야레알            | 2008-09 | 31   | 0    |      |      | 7    | 0    |      |      | 38   | 0    |
| 비야레알            | 2009-10 | 36   | 3    | 2    | 0    | 6    | 0    |      |      | 44   | 3    |
| 아틀레티코 마드리드 | 2010-11 | 25   | 0    | 1    | 1    | 3    | 1    | 1    | 0    | 30   | 2    |
| 아틀레티코 마드리드 | 2011-12 | 27   | 2    | 1    | 0    | 13   | 1    |      |      | 41   | 3    |
| 아틀레티코 마드리드 | 2012-13 | 35   | 1    | 5    | 0    | 1    |      | 1    | 0    | 42   | 1    |
| 아틀레티코 마드리드 | 2013-14 | 34   | 4    | 5    | 2    | 10   | 2    | 2    | 0    | 51   | 8    |
| 아틀레티코 마드리드 | 2014-15 | 34   | 3    | 3    | 0    | 9    | 1    | 2    | 0    | 48   | 4    |
| 아틀레티코 마드리드 | 2015-16 | 31   | 1    | 3    | 0    | 12   |      |      |      | 46   | 1    |
| 아틀레티코 마드리드 | 2016-17 | 31   | 3    | 5    | 0    | 11   |      |      |      | 47   | 3    |
| 아틀레티코 마드리드 | 2017-18 | 30   | 0    | 3    | 1    | 12   |      |      |      | 45   | 1    |
| 아틀레티코 마드리드 | 2018-19 | 30   | 3    | 2    | 0    | 6    | 1    | 1    | 0    | 39   | 4    |
| 인테르나치오날레    | 2019-20 | 23   | 1    | 2    | 0    | 11   | 1    |      |      | 36   | 2    |
| 칼리아리            | 2020-21 | 28   | 1    |      |      |      |      |      |      | 28   | 1    |
| 칼리아리            | 2021-22 | 11   | 0    | 1    | 0    |      |      |      |      | 12   | 0    |
| 아틀레치쿠 미네이루 | 2022    | 1    | 0    | 1    | 0    | 2    | 0    | 5    | 1    | 9    | 1    |
| 벨레스 사르스필드   | 2022    | 6    | 1    |      |      | 2    | 0    |      |      | 8    | 1    |
| 벨레스 사르스필드   | 2023    | 13   | 0    | 1    | 0    |      |      |      |      | 14   | 0    |

## 수상

#### 아틀레티코 마드리드
- 라리가 : 2013-14
- 국왕컵 : 2012–13
- 수페르코파 데 에스파냐 : 2014
- UEFA 슈퍼컵 : 2010, 2012, 2018
- UEFA 유로파리그 : 2011–12, 2017–18
- UEFA 챔피언스리그 준우승 : 2013-14, 2015-16

#### 인테르나치오날레
- UEFA 유로파리그 준우승 : 2019-20

#### 아틀레치쿠 미네이루
- 수페르코파 두 브라질 : 2022
- 캄페오나투 미네이루 : 2022

#### 우루과이
- FIFA 월드컵 4위 : 2010
- 코파 아메리카 : 2011
- 차이나컵[9] : 2018, 2019

### 개인
- 라리가 최우수 수비수 : 2015-16
- 라리가 올해의 팀 : 2013-14, 2015-16
- 라리가 이 달의 선수 : 2014년 4월, 2014년 5월
- UEFA 챔피언스리그 시즌 스쿼드 : 2013–14, 2015–16, 2016–17
- UEFA 챔피언스리그 그룹 스테이지의 팀 : 2015
- UEFA 유로파리그 시즌 스쿼드 : 2017-18
- UEFA 올해의 팀 : 2014
- ESM 올해의 팀 : 2015-16
- FIFA 월드컵 드림팀 : 2018
- IFFHS 남자 월드팀 : 2018

## 같이 보기
- A매치 100경기 이상 출전한 축구 선수 명단